# Сьярруи
Сьярруи́ (фр. Siarrouy, окс. Siarroi) — коммуна во Франции, находится в регионе Юг — Пиренеи. Департамент — Верхние Пиренеи. Входит в состав кантона Вик-ан-Бигор. Округ коммуны — Тарб.
Код INSEE коммуны — 65425.

## География

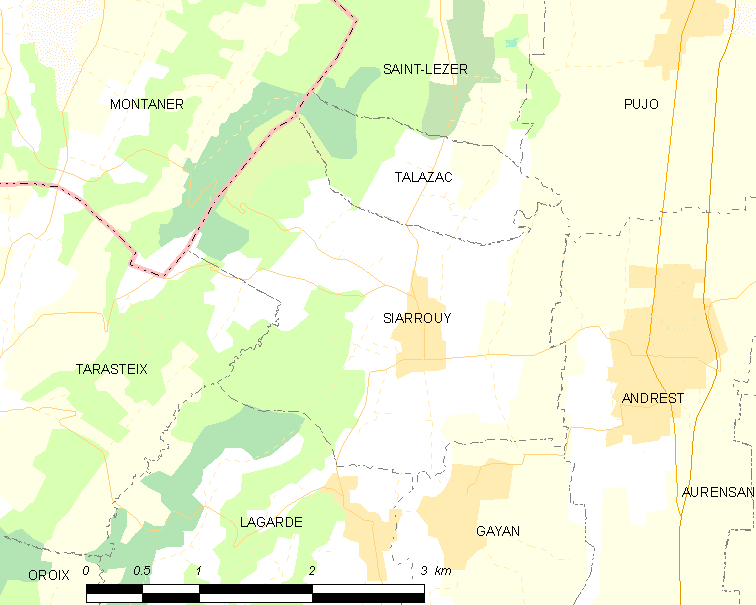
Карта коммуны

Коммуна расположена приблизительно в 640 км к югу от Парижа, в 120 км западнее Тулузы, в 11 км к северу от Тарба.
Коммуна расположена в местности Бигорр. По территории коммуны протекает река Эшес.

## Климат
Климат умеренно-океанический с солнечной тёплой погодой и обильными осадками на протяжении практически всего года.

## Население
Население коммуны на 2010 год составляло 419 человек.
| 1962 | 1968 | 1975 | 1982 | 1990 | 1999 | 2010 |
| ---- | ---- | ---- | ---- | ---- | ---- | ---- |
| 239  | 224  | 237  | 325  | 406  | 387  | 419  |

## Администрация
| Период | Период | Фамилия       | Партия                   | Примечания |
| ------ | ------ | ------------- | ------------------------ | ---------- |
| 2001   | 2020   | Бернар Публан | Радикальная левая партия |            |

## Экономика
В 2010 году среди 267 человек трудоспособного возраста (15—64 лет) 199 были экономически активными, 68 — неактивными (показатель активности — 74,5 %, в 1999 году было 65,1 %). Из 199 активных жителей работали 184 человека (102 мужчины и 82 женщины), безработных было 15 (5 мужчин и 10 женщин). Среди 68 неактивных 24 человека были учениками или студентами, 28 — пенсионерами, 16 были неактивными по другим причинам.